# Вид Вены с Бельведера
«Вид Вены с Бельведера» (итал. Vienna vista dal Belvedere) — картина итальянского живописца Бернардо Беллотто (1720—1780), представителя венецианской школы. Создана примерно в 1759—1761 годах. Хранится в коллекции Музея истории искусств в Вене (инв. №GG 1669).

## История
Бернардо Беллотто, племянник Каналетто (1697—1768), в молодости был его учеником. Это полотно, одно из 13 картин, входивших в цикл видов Вены, выполненный художником для императрицы Священной Римской империи Марии Терезии (1717—1780) в течение двух лет, которые он провёл в столице Габсбургов. Картина находится в императорской коллекции с даты основания.

## Описание
Пейзаж изображён с Верхнего Бельведера, дворца, возведённого вместе с Нижним Бельведером в 20-е годы XVIII века. Картина отличается исключительной топографической точностью, и, вероятно, Беллотто работал с камерой-обскурой, которой часто пользовались художники-ведутисты для точного изображения. Художник детально изобразил, хотя с некоторой свободой построения перспективы, здания, людей и тени. Слева — Карлскирхе, справа — церковь Салезианских монахинь; между двумя зданиями возвышается над городом собор Святого Стефана, который своей готической башней выделяется на фоне неба; перед ним заметны Нижний Бельведер и Шварценбергский дворец с оранжереей. На заднем плане также видны холмы Каленберг и Леопольдсберг.
Сфинксы Нижнего Бельведера, с телами львов и головами людей, воплощают разум, объединённый силой. Для картины характерны геометрическая точность и изображения людей в духе изысканной меланхолии.